# الأمازيغية الجزائرية المعيارية
الأمازيغية الجزائرية المعيارية (بالأمازيغية: Tamaziɣt tameslugent tazzayrit) هي لغة معيارية للغات الأمازيغية المتحدثة في الجزائر. هي قيد التطوير من طرف الأكاديمية الجزائرية للغة الأمازيغية بعد ترسيم الأمازيغية في 2016. معيرة اللغة يستند إلى حد كبير على أعمال مولود معمري (المعجم والنحو القبائلي).